# Marmaris

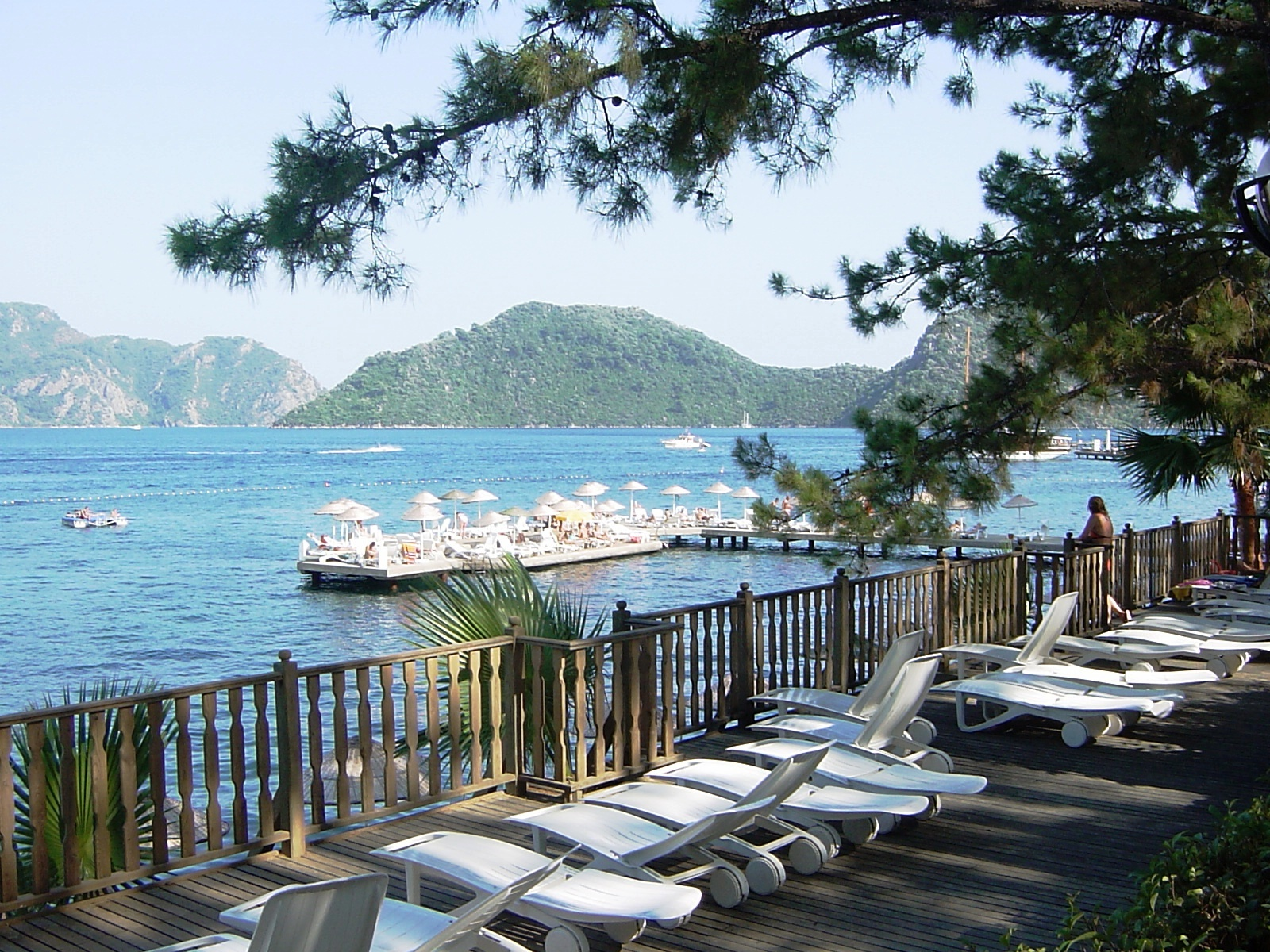
Strand i Marmaris.

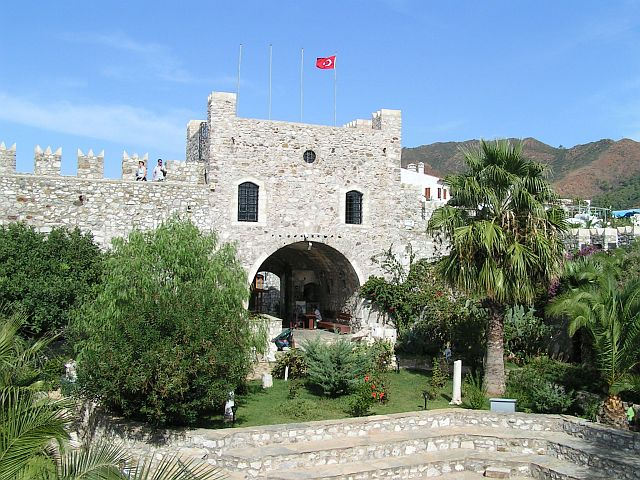
Borgen i Marmaris.

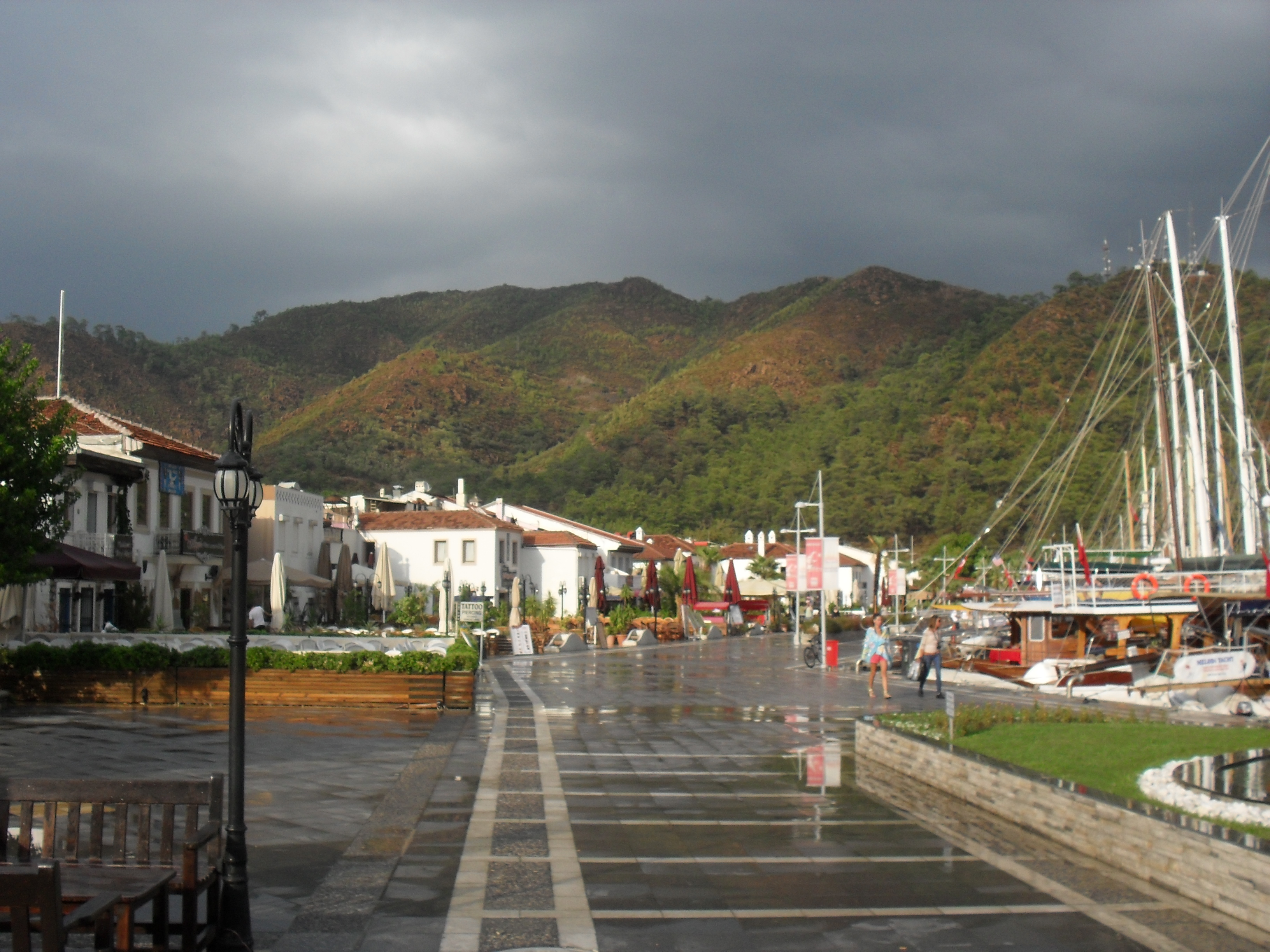
Marmaris

Marmaris är en stad i sydvästra Turkiet med 31 397 invånare i slutet av 2011, invånarantalet ökar dock kraftigt under turistsäsongen. Den ligger vid Medelhavets kust i provinsen Muğla. Staden var tills nyligen en liten fiskeby, men har utvecklats till att bli en betydande turistort.
Marmaris var under antiken känd som Psykos, och nämns under detta namn redan 3500 f.Kr. Den 28 augusti 2006 skadades minst 21 personer vid tre explosioner i Marmaris. Det är ännu inte känt vem eller vilka som utförde attackerna.[källa behövs]

## Stadsbild
Vid staden ligger en liten borg med bra utsikt över staden. Borgen byggdes av den osmanska sultanen Süleyman I omkring 1523; idag ligger här ett museum med arkeologiska och etnografiska fynd. I centrala Marmaris finns det en stor pärla, som placerades där eftersom turkarna kallar staden för "Turkiets pärla". 

## Turism
Stadens främsta näring är turism. Turistmål i omgivningen är bland annat badstränder och fornlämningar från flera närliggande antika städer som Efesos och Miletos samt de heta källorna och kalkstensformationerna i Pamukkale. Från staden utgår färjor till Rhodos, och dess marinor besöks av ett stort antal segelbåtar. Hamnen kan även ta emot kryssningsfartyg.